# Microsphaeropsis callista
Microsphaeropsis callista är en svampart som först beskrevs av Hans Sydow, och fick sitt nu gällande namn av B. Sutton 1971. Microsphaeropsis callista ingår i släktet Microsphaeropsis och familjen Montagnulaceae.   Inga underarter finns listade i Catalogue of Life.